# サザエさんの青春
『サザエさんの青春』（サザエさんのせいしゅん）は、1957年12月28日に公開された日本映画。製作・配給は東宝。カラー、スタンダード。

## 概要
シリーズ第3作にして初のカラーとなった作品。今回はサザエの花嫁修業などを描く。
磯野家、マスオ、ミチコ、山中老人が第一作から引き続き登場。年齢の都合上、カツオ役のみ小畑やすしから白田肇に交代している。また、仲代達矢演じるノリスケが再登場。

## ストーリー
磯野家に、サザエとマスオの婚約の使者として山中老人が来た。早速サザエは花嫁修業を開始するが、壊れ物の連発でメチャクチャ。さらにデパートにアルバイトに行っても失敗ばかり。そんな時サザエは、ある奥様に親切にするが、その人は波平が勤めている会社の専務夫人で、彼女はサザエを気に入り、自分の息子の嫁にしたいと言い出し、サザエはオロオロ。とりあえずサザエは波平の顔を立て、夫人の招待パーティに出席。ところがその席に、九州出張中と思ったマスオが現れ、この席をサザエと専務夫人の息子との交際と誤解して、怒って去ってしまった。しかし波平の努力で誤解が解けた。それから数日後、町内で運動会が行われ、サザエは一等賞を取った。その中身は夫婦茶碗だった。

　

## スタッフ
- 監督：青柳信雄
- 製作：杉原貞雄
- 原作：長谷川町子
- 脚本：笠原良三
- 音楽：松井八郎、内藤法美
- 撮影：遠藤精一
- 美術監督：北猛夫
- 美術：清水喜代志
- 録音：保坂有明
- 照明：西川鶴三
- チーフ助監督：岩城英二
- 製作担当者：黒田達雄
- スチール：高木暢二

## キャスト
- 磯野 サザエ：江利チエミ
- フグ田君：小泉博
- その父親（松太郎）：藤原釜足
- 磯野 フネ：清川虹子[注釈 1]
- 磯野 カツオ：白田肇
- 磯野 ワカメ：松島トモ子
- ノリオ君（磯野家の居候）：藤木悠
- ノリスケ君（サザエの従兄・ノリオの兄）：仲代達矢
- ミチ子（ノリスケ君の妻）：青山京子
- 山中老人：柳家金語楼
- 多胡夫人（隣人）：一の宮あつ子
- 多胡英二（子供）：大沢ゆきひろ（大沢健三郎）
- 海老名 鯉一（父の会社の専務の息子）：江原達怡
- 海老名専務（その父）：益田キートン
- 海老名夫人（その母）：藤間紫
- 男（父の会社の元小使）：三木のり平
- 中年の小母さん：堤真佐子
- 税務署員：有島一郎
- デパートの総務部長：千葉信男
- 婦人客A：岡村文子
- 婦人客B：塩沢登代路
- 空巣狙いA ：沢村いき雄
- 空巣狙いB ：丘寵児
- 魚屋：由利徹
- 酒屋三河屋の御用聞き：八波むと志
- 看護婦：若水ヤエ子
- 横向氏：本郷秀雄
- 横向夫人：中田康子
- 男の子：日吉としやす
- 保険員：小桜京子

## 同時上映
- 「地球防衛軍」